# Live & Inspired
Live & Inspired — первый концертный альбом рок-группы Godsmack, выпущенный 15 мая 2012 года. Альбом включает в себя песни с первых четырёх студийных альбомов группы, которые были исполнены вживую и включает в себя бонус-диск с четырьмя записями кавер-версий.
Первый диск альбома содержит 13 треков, записанных во время выступления группы в Детройте в Fox Theatre в 2007 году, причём вокалист группы Салли Эрна заявил, что место проведения имеет «особый вид фан-базы». Несмотря на то, что альбом был выпущен через два года после их, на тот момент, последнего студийного альбома The Oracle, треки были исполнены до выхода этого альбома, поэтому ни один из его треков не появился в сет-листе.
Второй диск содержит различные каверы других рок-исполнителей.

## Список композиций
| №                   | Название                                 | Длительность |
| ------------------- | ---------------------------------------- | ------------ |
| 1.                  | «Straight Out of Line»                   | 5:37         |
| 2.                  | «Re-Align»                               | 4:42         |
| 3.                  | «Awake»                                  | 4:57         |
| 4.                  | «Moon Baby»                              | 4:52         |
| 5.                  | «Changes»                                | 6:02         |
| 6.                  | «The Enemy»                              | 4:15         |
| 7.                  | «Keep Away»                              | 9:50         |
| 8.                  | «Speak»                                  | 3:50         |
| 9.                  | «Voodoo»                                 | 4:27         |
| 10.                 | «Batalla de los Tambores» (Instrumental) | 6:31         |
| 11.                 | «Whatever»                               | 5:50         |
| 12.                 | «Serenity»                               | 4:41         |
| 13.                 | «I Stand Alone»                          | 4:57         |
| Общая длительность: | Общая длительность:                      | 70:31        |

| №                   | Название                                 | Длительность |
| ------------------- | ---------------------------------------- | ------------ |
| 1.                  | «Rocky Mountain Way» (кавер Joe Walsh)   | 4:01         |
| 2.                  | «Come Together» (кавер The Beatles)      | 3:46         |
| 3.                  | «Time» (кавер Pink Floyd)                | 4:12         |
| 4.                  | «Nothing Else Matters» (кавер Metallica) | 6:26         |
| Общая длительность: | Общая длительность:                      | 18:25        |

## Участники записи
Godsmack
- Салли Эрна — вокал, ритм-гитара, продюсер, барабаны, перкуссия, ток-бокс «Rocky Mountain Way»
- Тони Ромбола — соло-гитара, бэк-вокал
- Робби Меррилл — бас-гитара
- Шеннон Ларкин — барабаны, перкуссия

Дополнительные музыканты
- Крис ДиКато — пианино, клавишные «Time», «Nothing Else Matters»